# L'Homme qui trahit la mafia
Pour plus de détails, voir Fiche technique et Distribution.
L'Homme qui trahit la mafia est un film franco-italien réalisé par Charles Gérard et sorti en 1967.

## Synopsis
Un trafiquant américain de drogue a été assassiné ainsi que sa secrétaire et une hôtesse de l'air. La police française possède des informations laissant penser que les victimes appartenaient à un important réseau de trafic d'héroïne et l'enquête est confiée à l'inspecteur Claude Lambert. Grâce à des indicateurs et aux révélations de Bianchini, l'avocat des mafieux qui y laissera sa vie pour les avoir dénoncés, Lambert arrêtera les membres du gang en même temps qu'il découvrira leur ingénieux procédé pour dissimuler la drogue.  

## Fiche technique
- Titre original : L'Homme qui trahit la mafia
- Titre italien : Calibro 38
- Réalisation : Charles Gérard
- Scénario : Charles Gérard, Gilles Duvernier
- Dialogues : Gilles Duvernier, Lise Fayolle
- Musique : André Hossein
- Photographie : Patrice Pouget
- Son : André Louis
- Montage : André Delage
- Décors : Jacques Mawart
- Pays d'origine :  France,  Italie
- Tournage :
  - Langue : français
  - Période prises de vue : 25 novembre au 25 décembre 1966
- Producteur : François Sweerts
- Sociétés de production : Filmatec (France), Mercurfilm Italiana
- Sociétés de distribution : Gaumont, Astral Films
- Format : couleur par Eastmancolor — 35 mm — 2.35:1 Techniscope — monophonique
- Genre : film policier
- Durée : 90 minutes
- Date de sortie :  20 mai 1967
- Mention CNC : tout public (visa no 30496 délivré le 12 avril 1967)

## Distribution
- Robert Hossein : Maître Bianchini, l'avocat
- Claude Mann : l'inspecteur Claude Lambert
- Claudine Coster : Isabelle Bianchini
- Robert Manuel : le chef de brigade des stupéfiants
- José Luis de Vilallonga : Mario Verona
- Carl Studer : Morgan
- Noële Noblecourt : l'hôtesse de l'air
- Alain Gottvallès : Luciano
- Michel Creton : Fabiani
- Paul Préboist : le garagiste
- Lilly Bistrattin : Sandra
- Gigi Ballista : Aldo
- Raoul Saint-Yves : le directeur de la prison
- André Badin : le mécano (non crédité)
- Jacques Thébault : récitant voix off (non crédité)
- Robert Dalban : non crédité

## Autour du film
Parmi les acteurs, deux célébrités des médias des années 1960 : le Français Alain Gottvallès, champion en nage libre 1964, et Noële Noblecourt, présentatrice de télévision, qui, un jour de 1964, scandalisa les téléspectateurs avec une robe découvrant ses genoux alors qu'elle était assise, un prétexte pour justifier son licenciement de la télévision française. 